# Jocs Asiàtics de 1970
Els Jocs Asiàtics de 1970 es van celebrar del 24 d'agost al 4 de setembre de 1970 a Bangkok, Tailàndia. Originàriament aquests Jocs s'havien de celebrar a Seül, Corea del Sud però foren canviats en rebre amenaces de Corea del Nord. Els Jocs es tornaren a celebrar a Bangkok, seu de l'edició anterior. En aquesta edició feu el debut la vela.

## Esports
| - Atletisme - Bàdminton - Basquetbol - Boxa - Ciclisme - Futbol - Hoquei sobre herba | - Vela - Tir olímpic - Natació - Voleibol - Halterofília - Lluita |

## Medaller
| Posició | País           | Or  | Argent | Bronze | Total |
| 1       | Japó           | 74  | 47     | 23     | 144   |
| 2       | Corea del Sud  | 18  | 13     | 23     | 54    |
| 3       | Tailàndia      | 9   | 17     | 13     | 39    |
| 4       | Indonèsia      | 9   | 7      | 7      | 23    |
| 5       | Índia          | 6   | 9      | 10     | 25    |
| 6       | Israel         | 6   | 6      | 5      | 17    |
| 7       | Malàisia       | 5   | 1      | 7      | 13    |
| 8       | Burma          | 3   | 2      | 7      | 12    |
| 9       | Iran           | 2   | 5      | 17     | 24    |
| 10      | Ceylon         | 2   | 2      | 0      | 4     |
| 11      | Filipines      | 1   | 9      | 12     | 22    |
| 12      | Taiwan         | 1   | 5      | 12     | 18    |
| 13      | Pakistan       | 1   | 2      | 7      | 10    |
| 14      | Singapur       | 0   | 6      | 9      | 15    |
| 15      | Khmer Republic | 0   | 2      | 3      | 5     |
| 16      | South Vietnam  | 0   | 0      | 2      | 2     |
| Total   | Total          | 137 | 133    | 157    | 427   |